# 1956 în științifico-fantastic
- 1955 în științifico-fantastic — 1956 în științifico-fantastic — 1957 în științifico-fantastic

1956 în științifico-fantastic a implicat o serie de evenimente:

## Nașteri și decese

### Nașteri
- 8 ianuarie: Jack Womack, scriitor american.
- 9 octombrie: Robert Reed, scriitor american.
- 12 octombrie: Storm Constantine, scriitor britanic.
- 8 decembrie: Dorin Davideanu, scriitor român

- Detlev P. Adler
- Uwe Anton
- Katherine Alice Applegate
- Gillian Bradshaw
- Andreas Brandhorst
- Richard Calder
- Claude Cueni
- Peter David
- Rosemary Edghill
- Mary Gentle
- John G. Hemry
- Ian R. MacLeod
- R. M. Meluch
- Robert A. Metzger
- Doug Naylor
- François Rouiller
- Barbara Slawig
- Joan Slonczewski
- Thomas Ziegler (d. 2004)

### Decese
- Dietrich Arndt (Pseudonimul lui Roderich Müller-Guttenbrunn; * 1892)
- Otto Willi Gail (n. 1896)
- Herbert von Hindenburg (n. 1872)
- Paul Georg Münch (n. 1877)
- Wladimir Afanassjewitsch Obrutschew (n. 1863)
- Bob Olsen (n. 1884)
- Fletcher Pratt (n. 1897)

## Cărți

### Romane
- Sahariana: povestire din era atomică de Max Solomon și I. M. Ștefan (Alexandru Sergiu Sragher)
- Drum printre aștri  de Radu Nor și I. M. Ștefan, ed. a II-a revăzută
- Uraniu de Adrian Rogoz și Cristian Ghenea
- Ghidul din Lună de Mircea Șerban
- Uzina submarină în primejdie de Eduard Jurist și Leonid Petrescu
- Stea dublă de Robert A. Heinlein
- Astrida  de Mircea Barteș
- Orașul și stelele de Arthur C. Clarke
- The Crossroads of Time de Andre Norton
- Danny Dunn and the Anti-Gravity Paint de Raymond Abrashkin și Jay Williams.
- The Death of Grass de John Christopher
- Highways in Hiding de George O. Smith
- The Man Who Japed de Philip K. Dick
- Soarele gol de Isaac Asimov
- No Man Friday de Stanley Bennett Hough
- L'Orphelin de Perdide de Stefan Wul
- The Power de Frank M. Robinson
- The Shrinking Man de Richard Matheson
- Slave Ship de Frederik Pohl
- Destinația mea: Stelele de Alfred Bester
- Stowaway to the Mushroom Planet de Eleanor Cameron
- Time for the Stars de Robert A. Heinlein
- To Live Forever de Jack Vance
- The World Jones Made de Philip K. Dick

### Colecții de povestiri
- Reach for Tomorrow de Arthur C. Clarke

### Povestiri
- „Ultima întrebare” („The Last Question”)  de Isaac Asimov, în Science Fiction Quarterly
- „Gypped” de Lloyd Biggle Jr.
- „Raport minoritar” de Philip K. Dick
- „The Dying Night” de Isaac Asimov

## Filme
- 1984 regizat de Michael Anderson
- Planeta interzisă regizat de Fred M. Wilcox
- Invazia jefuitorilor de trupuri regizat de Don Siegel
- Earth vs. the Flying Saucers regizat de Fred F. Sears
- The Phantom from 10,000 Leagues regizat de Dan Milner
- It Conquered the World regizat de Roger Corman

## Seriale TV
- Science Fiction Theatre (sezonul 2)[1][2][3]

## Premii
- Premiul Hugo pentru cel mai bun roman: Stea dublă de Robert A. Heinlein